# Vladimir Kanajkin
Vladimir Alekseevič Kanajkin (in russo Владимир Алексеевич Канайкин?; Mordovia, 21 marzo 1985) è un marciatore russo.

## Biografia
Il 29 settembre 2007, all'età di 22 anni, Kanajkin ottenne il record del mondo nella 20 km di marcia a Saransk (Russia) con il tempo di 1:17:16, sottraendo così il primato all'allora detentore, l'ecuadoriano tre volte campione del mondo Jefferson Pérez.
Il 5 agosto 2008 Kanajkin, insieme ai suoi compagni di allenamento Sergej Morozov, Viktor Buraev e Aleksej Voevodin furono squalificati per doping per essere risultati positivi ai test EPO condotti nell'aprile dello stesso anno.
Conquistò la sua prima medaglia in una competizione di rilievo ai Mondiali 2011 a Taegu (Corea del Sud) con il tempo di 1:20:27, preceduto solo dal connazionale Valerij Borčin.

## Palmarès
| Anno | Manifestazione         | Sede           | Evento         | Risultato | Prestazione | Note |
| ---- | ---------------------- | -------------- | -------------- | --------- | ----------- | ---- |
| 2001 | Mondiali allievi       | Debrecen       | Marcia 10000 m | Oro       | 42'55"75    |      |
| 2002 | Mondiali juniores      | Kingston       | Marcia 10 km   | Oro       | 41'41"40    |      |
| 2004 | Mondiali juniores      | Grosseto       | Marcia 10 km   | Argento   | 40'58"48    |      |
| 2007 | Coppa Europa di marcia | Leamington Spa | Marcia 50 km   | Oro       | 3h40'57"    |      |
| 2007 | Mondiali               | Osaka          | Marcia 50 km   | dnf       | dnf         |      |
| 2011 | Mondiali               | Taegu          | Marcia 20 km   | dq        | dq          |      |
| 2012 | Giochi olimpici        | Londra         | Marcia 20 km   | dq        | dq          |      |